# ان نانبا
ان نانبا (انگلیسی: An Nanba؛ زاده ۷ مارس ۱۹۸۴) یک بازیگر پورنوگرافی اهل ژاپن است.